# Tanel Kangert
Tanel Kangert (Vändra, 11 de març de 1987) fou un ciclista professional estonià, professional des del 2008 fins al 2022.
En acabar el 2009 fou acomiadat del seu equip per una lesió al genoll que quasi acaba amb la seva carrera. El 2010 passà a un equip amateur, però tornà al professionalisme el 2011 de la mà de l'Astana Qazaqstan Team. En el seu palmarès destaquen quatre campionats nacionals en contrarellotge, un Campionat nacional en ruta i una etapa a la Volta a Suïssa del 2012.

## Palmarès en ruta
- 2005
  - 1r a la Cursa de la Pau júnior
- 2007
  -  Campió d'Estònia sub-23 en ruta
  - 1r al Tour de Gevaudan i vencedor d'una etapa
- 2008
  -  Campió d'Estònia en contrarellotge
- 2010
  -  Campió d'Estònia en contrarellotge
  - 1r al SEB Tartu GP
  - 1r al Trophée des Champions
  - 1r al Tour Loire Pilat
  - Vencedor d'una etapa del Circuit de Saône-et-Loire
- 2012
  -  Campió d'Estònia en ruta
  - Vencedor d'una etapa a la Volta a Suïssa
- 2013
  -  Campió d'Estònia en contrarellotge
- 2016
  - 1r a l'Abu Dhabi Tour i vencedor d'una etapa
  - Vencedor de 2 etapes al Giro del Trentino
- 2018
  -  Campió d'Estònia en contrarellotge

### Resultats a la Volta a Espanya
- 2011. 64è de la classificació general
- 2013. 11è de la classificació general
- 2014. No surt (17a etapa)

### Resultats al Giro d'Itàlia
- 2012. 26è de la classificació general
- 2013. 14è de la classificació general
- 2015. 13è de la classificació general
- 2016. 23è de la classificació general
- 2017. Abandona (15a etapa)
- 2018. Abandona (13a etapa)
- 2019. 18è de la classificació general
- 2020. 32è de la classificació general
- 2021. 21è de la classificació general

### Resultats al Tour de França
- 2014. 20è de la classificació general
- 2015. 22è de la classificació general
- 2016. 26è de la classificació general
- 2018. 16è de la classificació general
- 2019. 27è de la classificació general

## Palmarès en BTT
- 2011
  -  Campió d'Estònia en BTT-marató